# Vol Libyan Arab Airlines 114
Le 21 février 1973, le Boeing 727-224 assurant le vol 114 de Libyan Arab Airlines, entre Tripoli et le Caire avec escale à Benghazi, est abattu par des avions de combat israéliens alors qu'il vole au-dessus du Sinaï, alors occupé par Israël ; l'avion s'écrase, entraînant la mort de 108 personnes parmi les 113 occupants.

## L'attaque aérienne
À 10 h 30, le 21 février 1973, le Boeing 727-224 quitte Tripoli et se perd en raison de la combinaison d'un mauvais temps et d'une défaillance matérielle vers le nord de l'Égypte à 13 h 44 heure locale. Il entre dans l'espace aérien sous contrôle israélien dans la péninsule du Sinaï en territoire Égyptien occupée par l'armée Israélienne et est intercepté par deux avions F-4 Phantom II après avoir, selon l'armée d'occupation, refusé d'atterrir. L'avion était piloté par un capitaine et ingénieur de vol français très expérimenté issu d'Air France, Jacques Bourgès, et un copilote libyen en vertu d'un arrangement contractuel entre Air France et la Libyan Arab Airlines.
Après une brève escale à Benghazi dans l'est de la Libye, le vol 114 avait continué sa route pour Le Caire avec 113 personnes à bord. Se dirigeant vers Tel Aviv, le pilote et le copilote auraient ignorés les tentatives de contact visuel des chasseurs israéliens ainsi que les tirs de semonce, selon les pilotes Israéliens. Le vol 114 virant vers l'Ouest, les pilotes israéliens jugèrent qu'il tentait de prendre la fuite, alors que ces derniers le suspectaient sans preuve d'espionnage de la base aérienne de Bir Gifgafa et, avec l'accord de leur commandement, décidèrent d'abattre l'avion. Ils tirèrent donc depuis leurs canons M61 Vulcan plusieurs rafales d'obus de 20 mm sur le Vol 114, endommageant les surfaces de contrôles, les commandes hydrauliques ainsi que l'une des ailes de l'avion. Le vol 114 tenta ensuite un atterrissage d'urgence dans une zone de dunes mais une explosion au niveau du train d’atterrissage droit lors de cette tentative entraîna la destruction de l'avion.
Sur les 113 personnes à bord, on dénombra 5 survivants. Parmi les morts figure une personnalité de la télévision égyptienne, Salwa Hegazy, qui était aussi une poétesse d'expression française.
Selon le général Israélien Hod de l'armée responsable du crime, le copilote, alors dans un état critique après avoir survécu au crash, aurait reconnut que l'équipage aurait bien vu et correctement interprété les demandes des pilotes israéliens mais, en raison des relations diplomatiques entre la Libye et Israël, avait délibérément décidé de ne pas y obéir.

## Réactions internationales
Les Nations Unies n'ont pris aucune mesure contre Israël. Les 30 pays membres de l'Organisation de l'aviation civile internationale (OACI) ainsi que les États-Unis ont condamné les tirs ayant entrainé l'accident, réfutant la déclaration officielle israélienne. Le ministre de la défense israélien Moshe Dayan déclare que l'accident est le résultat d'une « erreur de jugement » et Israël a par conséquent payé des compensations aux familles des victimes.

## Tentative de vengeance de Kadhafi
Entre avril et mai 1973, le paquebot britannique Queen Elizabeth 2  a fait une croisière spéciale Southampton-Ashdod pour le 25e anniversaire de la création d'Israël sous haute surveillance. Le chef d'état libyen Mouammar Kadhafi a ordonné à un capitaine d'un sous-marin de la marine égyptienne stationné à Tripoli de le couler. Le président égyptien Anouar el-Sadate, prévenu par le capitaine du bateau, a ordonné au sous-marin de retourner à Alexandrie, et a affirmé à Kadhafi que le bâtiment n'avait pas réussi à trouver le paquebot,.